# Halichoeres chrysus
Halichoeres chrysus е вид лъчеперка от семейство Labridae.

## Разпространение
Видът е разпространен в Австралия, Гуам, Индонезия, Кирибати, Малайзия, Маршалови острови, Микронезия, Науру, Нова Каледония, Остров Рождество, Палау, Папуа Нова Гвинея, Провинции в КНР, Северни Мариански острови, Соломонови острови, Тайван, Тонга, Тувалу, Филипини и Япония.